# Semslinie

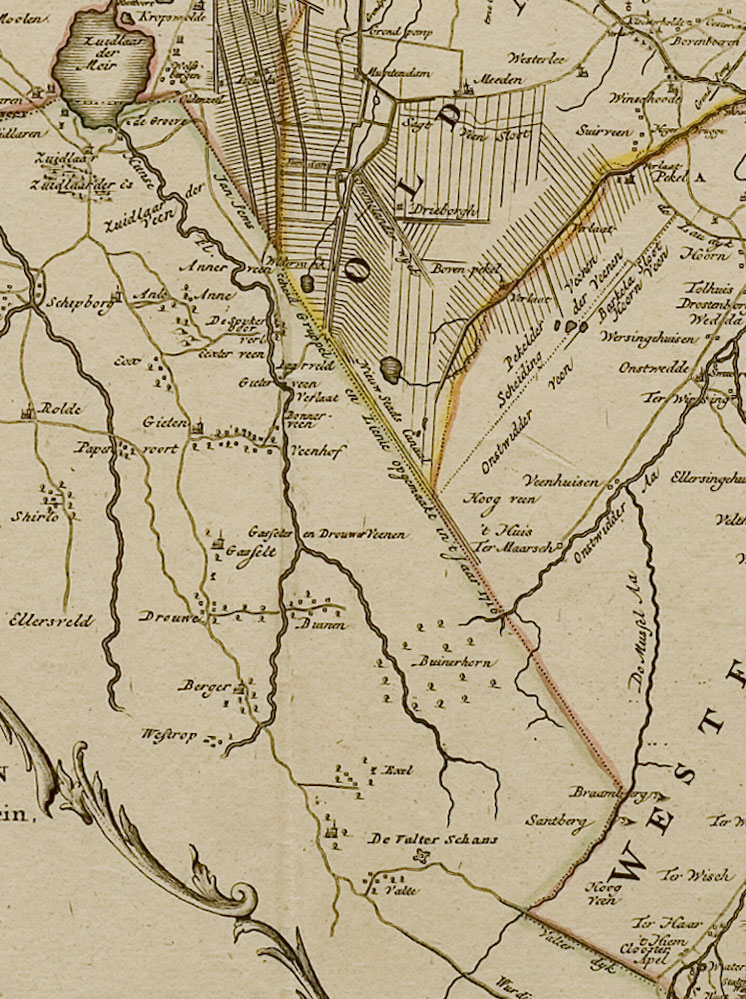
De Semslinie ingetekend op een kaart uit 1792

De Semslinie is de grens tussen de Nederlandse provincies Groningen (met name de streek Westerwolde) en Drenthe. De rechte grens loopt van het Huis ter Haar bij Musselkanaal naar Wolfsbarge. Feitelijk volgt de grens van Musselkanaal tot aan ongeveer Station Stadskanaal een gewijzigde variant van de oorspronkelijk vastgestelde Semslinie, Koningsraai genaamd. Ter plekke maakt de grens een lichte knik.

## Geschiedenis
De grens is in 1615 op verzoek van de Staten van Drenthe en Groningen uitgezet door Johan de la Haye namens de Staten van Drenthe en door Johan Sems namens de andere partij. Het bepalen van de grens was nodig omdat men in die jaren het veen begon af te graven. Vóór de zeventiende eeuw was het moerassige gebied min of meer waardeloos, en was het bepalen van een exacte grens nooit de moeite geweest. Een extra reden was dat beide provincies aanspraak maakten op Ter Apel en ze dit geschil wilden slechten.
Op 2 maart 1615 was de kaart met de grens gereed. Over de getrokken grenslijn bestond weinig verschil van mening. De Groningers maakten echter bezwaar tegen de toedeling van Ter Apel aan Drenthe, met als argument dat het klooster daar ooit bij het bisdom Münster had behoord en nooit bij dat van Utrecht, waar Drenthe ooit onder viel, als deel van het Oversticht. Johan Sems ging daarop weer aan het werk en kwam in oktober 1615 met een kaart waarop Ter Apel Gronings was. Hiertegen had Drenthe weer bezwaren.

### Van Compascuum naar Koningsraai
In 1630 bepaalde stadhouder Ernst Casimir dat het omstreden gebied een gemeenschappelijke weide (Lat. compascuum) zou zijn. Daarmee kwam aan het conflict voorlopig een einde. Pas in 1817 werd de grens tussen de Barkelazwet, de grens tussen de Pekela's en Westerwolde, en de Duitse grens definitief vastgesteld. Koning Willem I verlegde de grens vanaf de Barkelazwet, waar tot 1969 de grens tussen de gemeenten Wildervank en Onstwedde de Semslinie raakten, meer naar het westen tot aan Musselkanaal. Van daar liep de grens naar het oosten, en vervolgens via onderlangs de Munnikedijk en langs de Runde naar de Duitse grens. Deze door Koning Willem I gewijzigde loop van de grens wordt de Koningsraai genoemd.

### Martinitoren
Van de Semslinie wordt soms gezegd dat hij precies in een rechte lijn naar de Martinitoren loopt. Dat is niet waar, zoals uit een meting van 1954 van de Asser landmeter J. de Ruiter blijkt. Het verlengde van de lijn mist de toren op 532 meter.
Waarom de grens naar Sems is vernoemd en niet naar De la Haye is onduidelijk.